# 少年塞巴斯蒂安
《少年塞巴斯蒂安》（瑞典語：När alla vet）是1995年11月3日在挪威上映的一部同性恋电影。讲述一个男孩在面对自己是Gay的过程中而发生的一系列事情。由汉朴斯·比约克主演。

## 故事内容
塞巴斯蒂安已是16岁的少年了，他渐渐发生了改变，喜欢独自一个人在屋里一边思考一边烦恼着，还经常拒绝与父母在一起聊天谈心。因为在与朋友们的相处中，他发现他爱上了他最好的朋友兀尔夫（Ulf），最终他没有逃避，他把兀尔夫带回家里玩，两人一起嬉戏打闹把家里弄得一团糟，在兀尔夫离开前塞巴斯蒂安趁机亲吻了他。塞巴斯蒂安决定面对自己是同志的事实，在父母的质问下他最终道出了自己的心声，父母无奈，只好忍心接受了。此时，朋友们也已经知道了塞巴斯蒂安是同志的事实，在父母与朋友们的理解与帮助下，塞巴斯蒂安最终从性傾向的困惑挣脱出来，正确的面对自己是同志的事实。

## 演员阵容
| 演员                 | 扮演角色         | 简介 |
| -------------------- | ---------------- | ---- |
| 汉朴斯·比约克        | 塞巴斯蒂安       |      |
| 尼克莱·克莱夫·布洛奇 | 兀尔夫           |      |
| 阿娃·弗洛灵          | 塞巴斯蒂安的母亲 |      |

## 外部連結
- （英文）互联网电影数据库（IMDb）上《Sebastian》的资料（英文）